# Astragalus maritimus
Astragalus maritimus — вид квіткових рослин з родини бобових (Fabaceae). Ареал охоплює такі країни: Італія (Сардинія).

## Середовище
Росте на прибережних луках та чагарниках дуже близько до моря. Основними загрозами для цього виду є урбанізація прибережних районів для туристичних та рекреаційних цілей, а також зміни в динаміці місцевих видів. Через низьку чисельність особин іншими загрозами є низька щільність, низькі репродуктивні зусилля та обмежений екологічний ареал, що впливає на можливості поширення виду.